# Ranchería de Pocitos
Ranchería de Pocitos är en ort i Mexiko.   Den ligger i kommunen Atltzayanca och delstaten Tlaxcala, i den sydöstra delen av landet, 140 km öster om huvudstaden Mexico City. Ranchería de Pocitos ligger 2 472 meter över havet och antalet invånare är 1 284.
Terrängen runt Ranchería de Pocitos är platt åt sydväst, men åt nordost är den kuperad. Runt Ranchería de Pocitos är det ganska tätbefolkat, med 104 invånare per kvadratkilometer. Närmaste större samhälle är Huamantla, 19,5 km sydväst om Ranchería de Pocitos. Trakten runt Ranchería de Pocitos består till största delen av jordbruksmark.